# 18032 Geiss
18032 Geiss là một tiểu hành tinh vành đai chính với chu kỳ quỹ đạo là 1742.6635800 ngày (4.77 năm).
Nó được phát hiện ngày 20 tháng 6 năm 1999.